# Jordan Archer
Jordan Gideon Archer (* 12. April 1993 in Walthamstow, England) ist ein schottischer Fußballtorhüter, der seit 2021 bei dem englischen Verein Queens Park Rangers unter Vertrag steht.

## Karriere
Jordan Archer startete seine Karriere in der Jugend von Charlton Athletic und wechselte 2009 zu den Tottenham Hotspur. Er durchlief die Jugendakademie der Spurs und unterzeichnete im Juli 2011 seinen ersten Profivertrag. Im Oktober 2011 wechselte er bei Leihe zunächst für einen Monat zum Bishop’s Stortford FC, in die Conference North. Die Leihe wurde später bis zum Ende der Saison verlängert.
Im September 2012 wechselte er per emergency loan in die Football League Two zu den Wycombe Wanderers. Er verlängerte seinen Vertrag bei den Spurs im Februar 2013 bis zum Jahr 2015. Seine erste Berufung in den Kader von Tottenham hatte er am 29. März 2013, als er als Ersatz für Brad Friedel auf der Bank Platz nahm. Nach weiteren Leihstationen in der Saison 2014/15 bei Northampton Town und dem FC Millwall wechselte Archer im Juni 2015 „fest“ zu dem zuletzt genannten Verein. In den folgenden vier Jahren stand Archer für Millwall bei 166 Pflichtspielen zwischen den Pfosten und stieg in der EFL League One 2016/17 mit seiner Mannschaft von der dritten in die zweite Liga auf. Im Januar 2020 verließ er den Klub ablösefrei in Richtung des FC Fulham. Dort war er jedoch bei seinem Kurzengagement ebenso nur Ersatzmann wie danach für seine Folgeklubs FC Motherwell und FC Middlesbrough. 
Im Juli 2021 schloss er sich per Zweijahresvertrag den Queens Park Rangers an. Für den englischen Zweitligisten blieb er ohne Einsatz in der EFL Championship 2021/22, kam jedoch in drei Pokalpartien für den Londoner Verein zum Einsatz.